# Collegio elettorale di Castrovillari (Camera dei deputati)
Il collegio di Castrovillari fu un collegio elettorale uninominale della Repubblica Italiana per l'elezione della Camera dei deputati. Apparteneva alla circoscrizione Calabria e fu utilizzato per eleggere un deputato nella XII, XIII e XIV legislatura.
Venne istituito nel 1993 con la cosiddetta Legge Mattarella (Legge n. 277, Nuove norme per l'elezione della Camera dei deputati), attuata in seguito al referendum abrogativo del 1993. La legge istituì per la Camera dei deputati e per il Senato della Repubblica un sistema di elezione misto, in parte maggioritario e in parte proporzionale. Il 75% dei parlamentari dell'assemblea veniva eletto in collegi uninominali tramite sistema maggioritario a turno unico; il restante 25% alla Camera veniva eletto tramite sistema proporzionale con liste bloccate.
Il collegio venne abolito insieme a tutti gli altri che costituivano la Camera con la promulgazione della legge elettorale successiva, la cosiddetta Legge Calderoli. Questa prevedeva un sistema proporzionale con premio di maggioranza, che alla Camera veniva attribuito a livello nazionale.

## Territorio
Il collegio di Castrovillari era uno dei 17 collegi uninominali in cui era suddivisa la Calabria e, come previsto dal D.Lgs. del 20 dicembre 1993 n. 536, era interamente compreso nella provincia di Cosenza e comprendeva i seguenti comuni: Acquaformosa, Bisignano, Castrovillari, Cervicati, Cerzeto, Civita, Fagnano Castello, Firmo, Frascineto, Laino Borgo, Laino Castello, Lattarico, Lungro, Malvito, Mongrassano, Morano Calabro, Mormanno, Mottafollone, Papasidero, Roggiano Gravina, Rota Greca, San Basile, San Benedetto Ullano, San Donato di Ninea, San Marco Argentano, San Martino di Finita, San Sosti, Santa Caterina Albanese, Sant'Agata di Esaro, Saracena, Tarsia e Torano Castello.

## Eletti
| Elezione | Elezione | Deputato            | Partito            |
| -------- | -------- | ------------------- | ------------------ |
|          | 1994     | Luigi Saraceni      | Progressisti (PDS) |
|          | 1996     | Luigi Saraceni      | L'Ulivo (PDS)      |
|          | 2001     | Domenico Pappaterra | L'Ulivo (SDI)      |

## Dati elettorali

### XII legislatura

#### Risultati proporzionale
| Coalizioni        | Coalizioni                                | Liste                                     | Liste                                     | Voti   | %     |
| ----------------- | ----------------------------------------- | ----------------------------------------- | ----------------------------------------- | ------ | ----- |
|                   | Progressisti                              |                                           | Partito Democratico della Sinistra        | 15.923 | 24,74 |
|                   | Progressisti                              | Rifondazione Comunista                    | 6.207                                     | 9,64   |       |
|                   | Progressisti                              | Partito Socialista Italiano               | 3.363                                     | 5,23   |       |
|                   | Progressisti                              | Federazione dei Verdi                     | 1.224                                     | 1,90   |       |
|                   | Progressisti                              | Alleanza Democratica                      | 1.006                                     | 1,56   |       |
|                   | Progressisti                              | Movimento per la Democrazia - La Rete     | 809                                       | 1,26   |       |
| Totale coalizione | Totale coalizione                         | 28.532                                    | 44,33                                     |        |       |
|                   | Polo del Buon Governo                     |                                           | Alleanza Nazionale                        | 10.639 | 16,53 |
|                   | Polo del Buon Governo                     | Forza Italia                              | 9.974                                     | 15,50  |       |
| Totale coalizione | Totale coalizione                         | 20.613                                    | 32,03                                     |        |       |
|                   | Patto per l'Italia                        |                                           | Partito Popolare Italiano                 | 8.773  | 13,63 |
|                   | Patto per l'Italia                        | Patto Segni                               | 3.565                                     | 5,54   |       |
| Totale coalizione | Totale coalizione                         | 12.338                                    | 19,17                                     |        |       |
|                   | Liberal Democratici Europei               | Liberal Democratici Europei               | Liberal Democratici Europei               | 997    | 1,55  |
|                   | Socialdemocrazia                          | Socialdemocrazia                          | Socialdemocrazia                          | 865    | 1,34  |
|                   | Movimento Cristiano Veritas               | Movimento Cristiano Veritas               | Movimento Cristiano Veritas               | 328    | 0,51  |
|                   | Movimento Liberaldemocratico e Socialista | Movimento Liberaldemocratico e Socialista | Movimento Liberaldemocratico e Socialista | 390    | 0,59  |
|                   | Movimento Meridionale                     | Movimento Meridionale                     | Movimento Meridionale                     | 176    | 0,27  |
|                   | Unione Mediterranea                       | Unione Mediterranea                       | Unione Mediterranea                       | 169    | 0,26  |
|                   | Idea Città                                | Idea Città                                | Idea Città                                | 117    | 0,18  |
| Totale            | Totale                                    | Totale                                    | Totale                                    | 64.360 |       |

#### Risultati uninominale
|                               | Luigi Saraceni ✔️ Eletto | Progressisti                                      | 23 112 | 35,27 |  |  |  |  |  |
|                               | Vincenzo Gangale         | Polo del Buon Governo (FI - AN - CCD - UDC - PLD) | 18 914 | 28,86 |  |  |  |  |  |
|                               | Paolo Bruno              | Patto per l'Italia                                | 10 360 | 15,81 |  |  |  |  |  |
|                               | Mario Albino Gagliardi   | Per la Calabria                                   | 6 588  | 10,05 |  |  |  |  |  |
|                               | Pasquale Saladino        | Liberal Democratici Europei                       | 3 595  | 5,49  |  |  |  |  |  |
|                               | Michele Sirimarco        | Socialdemocrazia per le Libertà                   | 1 692  | 2,58  |  |  |  |  |  |
|                               | Domenico Diodato         | Movimento Federalista Calabria Libera             | 1 276  | 1,95  |  |  |  |  |  |
| Totale                        | Totale                   | Totale                                            | 65 537 | 100   |  |  |  |  |  |
|                               |                          |                                                   |        |       |  |  |  |  |  |
| Fonte: Ministero dell'interno |                          |                                                   |        |       |  |  |  |  |  |

### XIII legislatura

#### Risultati proporzionale
| Coalizioni        | Coalizioni                         | Liste                                     | Liste                              | Voti   | %     |
| ----------------- | ---------------------------------- | ----------------------------------------- | ---------------------------------- | ------ | ----- |
|                   | Polo per le Libertà                |                                           | Alleanza Nazionale                 | 13.699 | 21,74 |
|                   | Polo per le Libertà                | Forza Italia                              | 11.867                             | 18,83  |       |
|                   | Polo per le Libertà                | CCD-CDU                                   | 5.877                              | 9,33   |       |
| Totale coalizione | Totale coalizione                  | 31.443                                    | 49,90                              |        |       |
|                   | L'Ulivo                            |                                           | Partito Democratico della Sinistra | 13.705 | 21,75 |
|                   | L'Ulivo                            | Popolari per Prodi (PPI-SVP-PRI-UD-Prodi) | 3.986                              | 6,33   |       |
|                   | L'Ulivo                            | Rinnovamento Italiano                     | 2.678                              | 4,25   |       |
|                   | L'Ulivo                            | Federazione dei Verdi                     | 1.085                              | 1,72   |       |
| Totale coalizione | Totale coalizione                  | 21.454                                    | 34,05                              |        |       |
|                   | Progressisti                       |                                           | Rifondazione Comunista             | 6.410  | 10,17 |
|                   | Movimento Sociale Fiamma Tricolore | Movimento Sociale Fiamma Tricolore        | Movimento Sociale Fiamma Tricolore | 1.637  | 2,60  |
|                   | Partito Socialista                 | Partito Socialista                        | Partito Socialista                 | 1.145  | 1,82  |
|                   | Lista Pannella - Sgarbi            | Lista Pannella - Sgarbi                   | Lista Pannella - Sgarbi            | 775    | 1,23  |
|                   | Rinnovamento                       | Rinnovamento                              | Rinnovamento                       | 150    | 0,24  |
| Totale            | Totale                             | Totale                                    | Totale                             | 63.014 |       |

#### Risultati uninominale
|                               | Luigi Saraceni ✔️ Eletto   | L'Ulivo             | 30 001 | 48,26 |  |  |  |  |  |
|                               | Francesco Saverio Corbelli | Polo per le Libertà | 27 498 | 44,24 |  |  |  |  |  |
|                               | Gaetano D'Elia             | Fiamma Tricolore    | 4 663  | 7,50  |  |  |  |  |  |
| Totale                        | Totale                     | Totale              | 62 162 | 100   |  |  |  |  |  |
|                               |                            |                     |        |       |  |  |  |  |  |
| Fonte: Ministero dell'interno |                            |                     |        |       |  |  |  |  |  |

### XIV legislatura

#### Risultati proporzionale
| Coalizioni        | Coalizioni              | Liste                                 | Liste                   | Voti   | %     |
| ----------------- | ----------------------- | ------------------------------------- | ----------------------- | ------ | ----- |
|                   | L'Ulivo                 |                                       | Democratici di Sinistra | 10.350 | 16,31 |
|                   | L'Ulivo                 | La Margherita (Dem - PPI - RI- UDEUR) | 6.182                   | 9,74   |       |
|                   | L'Ulivo                 | Il Girasole (FdV - SDI)               | 2.573                   | 4,05   |       |
|                   | L'Ulivo                 | Comunisti Italiani                    | 1.599                   | 2,52   |       |
| Totale coalizione | Totale coalizione       | 25.540                                | 40,13                   |        |       |
|                   | Casa delle Libertà      |                                       | Forza Italia            | 17.053 | 26,87 |
|                   | Casa delle Libertà      | Alleanza Nazionale                    | 8.773                   | 13,82  |       |
|                   | Casa delle Libertà      | CCD-CDU                               | 3.775                   | 5,95   |       |
|                   | Casa delle Libertà      | Nuovo PSI                             | 1.892                   | 2,98   |       |
| Totale coalizione | Totale coalizione       | 22.682                                | 35,64                   |        |       |
|                   | Rifondazione Comunista  | Rifondazione Comunista                | Rifondazione Comunista  | 4.009  | 6,32  |
|                   | Lista Di Pietro         | Lista Di Pietro                       | Lista Di Pietro         | 2.454  | 3,87  |
|                   | Democrazia Europea      | Democrazia Europea                    | Democrazia Europea      | 1.873  | 2,95  |
|                   | Lista Pannella - Bonino | Lista Pannella - Bonino               | Lista Pannella - Bonino | 1.664  | 2,62  |
|                   | Fiamma Tricolore        | Fiamma Tricolore                      | Fiamma Tricolore        | 1.145  | 1,80  |
|                   | Paese Nuovo             | Paese Nuovo                           | Paese Nuovo             | 84     | 0,13  |
|                   | Abolizione scorporo     | Abolizione scorporo                   | Abolizione scorporo     | 37     | 0,06  |
| Totale            | Totale                  | Totale                                | Totale                  | 63.463 |       |

#### Risultati uninominale
|                               | Domenico Pappaterra ✔️ Eletto | L'Ulivo            | 30 746 | 47,16 |  |  |  |  |  |
|                               | Paolo Naccarato               | Casa delle Libertà | 28 099 | 43,10 |  |  |  |  |  |
|                               | Pasquale Salvatore            | Lista Di Pietro    | 2 638  | 4,05  |  |  |  |  |  |
|                               | Ezio Paolo Giovanni Capizzano | Democrazia Europea | 2 533  | 3,89  |  |  |  |  |  |
|                               | Michele Turano                | Lista Emma Bonino  | 1 174  | 1,80  |  |  |  |  |  |
| Totale                        | Totale                        | Totale             | 65 190 | 100   |  |  |  |  |  |
|                               |                               |                    |        |       |  |  |  |  |  |
| Fonte: Ministero dell'interno |                               |                    |        |       |  |  |  |  |  |